# 随心所欲
《随心所欲》（法語：Vivre sa vie: film en douze tableaux）是一部1962年法国电影，让-吕克·戈达尔导演。

## 劇情
《随心所欲》讲述漂亮的巴黎女人娜娜（安娜·卡里娜饰）决意离开丈夫和襁褓中的儿子，希望成为演员。由于没钱，只好当店员，没法进入表演业，于是她决定作妓女以赚更多的钱。他遇到了皮条客拉乌尔，后者过了一段时间后又将她卖给别人。在此次交易中，两个皮条客发生争吵，最后拔枪互射，娜娜在混乱中被打死。影片分12段，每段有一个标题。